# Домфессель
Домфессе́ль (фр. Domfessel) — коммуна на северо-востоке Франции в регионе Гранд-Эст (бывший Эльзас — Шампань — Арденны — Лотарингия), департамент Нижний Рейн, округ Саверн, кантон Ингвиллер. До марта 2015 года коммуна административно входила в состав упразднённого кантона Сар-Юньон (округ Саверн).
Площадь коммуны — 6,23 км², население — 300 человек (2006) с тенденцией к росту: 318 человек (2013), плотность населения — 51,0 чел/км².

## Население
Население коммуны в 2011 году составляло 312 человек, в 2012 году — 323 человека, а в 2013-м — 318 человек.
| 1962 | 1968 | 1975 | 1982 | 1990 | 1999 | 2006 | 2008 | 2011 | 2012 | 2013 |
| ---- | ---- | ---- | ---- | ---- | ---- | ---- | ---- | ---- | ---- | ---- |
| 304  | 276  | 275  | 276  | 279  | 298  | 300  | 297  | 312  | 323  | 318  |

Динамика населения:

## Экономика
В 2010 году из 203 человек трудоспособного возраста (от 15 до 64 лет) 150 были экономически активными, 53 — неактивными (показатель активности 73,9 %, в 1999 году — 72,9 %). Из 150 активных трудоспособных жителей работали 145 человек (77 мужчин и 68 женщин), 5 числились безработными (1 мужчина и 4 женщины). Среди 53 трудоспособных неактивных граждан 13 были учениками либо студентами, 25 — пенсионерами, а ещё 15 — были неактивны в силу других причин.

## Достопримечательности (фотогалерея)
- Церковь
- Осенью